# In the Heat
In the Heat ist ein Jazzalbum von Kenny Warren. Die wohl um 2019 entstandenen Aufnahmen erschienen am 24. Juli 2020 auf Whirlwind Recordings.

## Hintergrund
Neben seinen wenigen Projekten, die ihn als Bandleader positionieren, spielte der Trompeter Kenny Warren Ende der 2010er-Jahre als Sessionmusiker in unterschiedlichen Projekten wie für das Album Adorned des Singer/Songwriters Scott Matthews, auf The Abode des Bassisten Jake Leckie und für das Webber/Morris-Big-Band-Projekt Both Are True. Sein eigenes Trio für sein Album In The Heat besteht aus dem Schlagzeuger Nathan Ellman-Bell und dem österreichischen Bassisten Matthias Pichler.

## Titelliste
- Kenny Warren: (Whirlwind Recordings WR4757LP)[1]

1. My Moments Subtle 2:39
2. Pen in Hand 4:44
3. Brain Phone Wired 14:34
4. House Plants Off 5:59
5. Finally a Breeze 7:23
6. The Air Conditioning 5:00
7. One Room in My Mind 3:11

Die Kompositionen stammen allesamt von Kenny Warren.

## Rezeption
Kenny Warrens koboldhafte Phrasierung und sein brüchiger Ton ordnen ihn einer Abstammungslinie zu, die mit Don Cherry beginne, schrieb Mike Hobart in Jazzwise. Dieses Album werde von volkstümlichen Trompetenklängen und einem tollen Riff des holzigen Kontrabasses begleitet – der Eröffnungstitel „My Moments Subtle“ biete melodische Stiche und gehauchte Beilagen; „One Room in My Mind“ mit kurzen melodischen Läufen und atemlosen Sustains. In „Pen in Hand“ kanalisiere Warren seinen inneren Don Cherry über einen schnellen Free-Bop-Swing, „House Plants Off“ erhöhe das Tempo mit Klangausbrüchen, während „Finally a Breeze“ mit einem keuchenden Parp beginnt, sich frei bewegt und zu einem lyrischen Ganzen verschmelze. Das am genauesten geschriebene Stück, „Brain Phone Wired“, würde sich von elegisch zu stachelig bewegen, zerstreue Klangfragmente in den weiten Raum und zitiere Ornette Colemans „Lonely Woman“. „The Air Conditioning“, das am engsten strukturierte Stück, sei ein Mosaik aus melodischen Zellen, die im Einklang vorgetragen werden.
Ähnlich wie bei seiner vorherigen Veröffentlichung für das Label – „Thank You for Coming to Life“ (2017) mit dem Kenny Warren Quartett – basiere Warrens Stil auf seiner Fähigkeit, mit einem Standardstück zu beginnen, aber dennoch die Freiheit zu haben, die Darbietung ins Unerforschte zu führen, ein Territorium zu betreten und gleichzeitig seinen Mitspielern die Möglichkeit zu geben, die gleichen Risiken und kreativen Freiheiten einzugehen, schrieb Imran Mirza (UK Vibe). Warrens Fähigkeiten hätten ihn buchstäblich inmitten einer so großen Vielfalt an Gruppen, Stilen und Kollektiven positioniert, so dass es eine inspirierte Wendung sei, diesen minimalistischen Ansatz bei seinen eigenen Projekten zu erleben. Im Verlauf der sieben Titel des Albums würde das Trio wunderbar interagieren und eine musikalische Umgebung schaffen, die angenehm und auf natürliche Weise zusammenpasse.